# Sprednjača
Sprednjača je izraz koji se rabi za puške i druge vrste vatrenog oružja koje se pune sprijeda, odnosno kroz cijev.
Takav način punjenja je u pravilu sporiji od punjenja straga, odnosno kroz zatvarač tako da su gotovo sve vrste nekadašnjih sprednjača zamijenile ostraguše.
Suvremeno oružje koje se danas puni kroz cijev je minobacač.

## Vanjske poveznice
- National Muzzle Loading Rifle Association
- Muzzle Loaders association of Great Britain
- Detailed information on shooting muzzle loading pistols  Arhivirana inačica izvorne stranice od 6. srpnja 2010. (Wayback Machine)
- / Modern Muzzle Loading Misconceptions  Arhivirana inačica izvorne stranice od 8. srpnja 2011. (Wayback Machine)